# Quận Sebastian, Arkansas
Quận Sebastian là một quận thuộc tiểu bang Arkansas, Hoa Kỳ.
Quận này được đặt tên theo William Sebastian, thượng nghị sĩ Hoa Kỳ. Theo điều tra dân số của Cục điều tra dân số Hoa Kỳ năm 2000, quận có dân số người. Quận lỵ đóng ở Greenwood và Fort Smith.6. Quận này là một phần vùng đô thị Fort Smith, Arkansas-Oklahoma. Quận được lập ngày 6/1/1851.

## Địa lý
Theo Cục điều tra dân số Hoa Kỳ, quận có diện tích 1414 km2, trong đó có 25 km2 là diện tích mặt nước.

### Các xa lộ chính
- Interstate 540
- U.S. Highway 64
- U.S. Highway 71
- U.S. Highway 271
- State Route 10
- State Route 22
- State Route 45
- State Route 59
- State Route 96

### Quận giáp ranh
- Quận Crawford (bắc)
- Quận Franklin (đông)
- Quận Logan (đông nam)
- Quận Scott (nam)
- Le Flore, Oklahoma (tây nam)
- Sequoyah, Oklahoma (tây bắc)